# Suarius posticus
Suarius posticus är en insektsart som först beskrevs av Navás 1936.  Suarius posticus ingår i släktet Suarius och familjen guldögonsländor. Inga underarter finns listade i Catalogue of Life.